# Rugiluclivina
Rugiluclivina is een geslacht van kevers uit de familie van de loopkevers (Carabidae). De wetenschappelijke naam van het geslacht is voor het eerst geldig gepubliceerd in 1996 door Balkenohl.

## Soorten
Het geslacht Rugiluclivina omvat de volgende soorten:
- Rugiluclivina leonina Balkenohl, 1999
- Rugiluclivina puncticollis Balkenohl, 1996
- Rugiluclivina reticulata Balkenohl, 1996
- Rugiluclivina rugicollis Balkenohl, 1996
- Rugiluclivina wrasei Balkenohl, 1996